# NGC 2285
NGC 2285 este o galaxie situată în constelația Gemenii. A fost descoperită în 20 aprilie 1865 de către Heinrich Louis d'Arrest.